# Frankrikes MotoGP 2001
Frankrikes MotoGP 2001 kördes den 20 maj på Circuit Bugatti.

## 500cc

### Slutresultat
| Plats | Förare              | Märke     | Grid | Kvaltid  |
| ----- | ------------------- | --------- | ---- | -------- |
| 1     | Max Biaggi          | Yamaha    | 1    | 1.38,421 |
| 2     | Carlos Checa        | Yamaha    | 5    | 1.39,083 |
| 3     | Valentino Rossi     | Honda     | 3    | 1.38,852 |
| 4     | Norifumi Abe        | Yamaha    | 7    | 1.39,132 |
| 5     | Àlex Crivillé       | Honda     | 9    | 1.39,275 |
| 6     | Kenny Roberts Jr.   | Suzuki    | 2    | 1.38,668 |
| 7     | Loris Capirossi     | Honda     | 8    | 1.39,247 |
| 8     | Alex Barros         | Honda     | 13   | 1.40,062 |
| 9     | Sete Gibernau       | Suzuki    | 14   | 1.40,312 |
| 10    | Jurgen vd Goorbergh | Proton KR | 11   | 1.39,651 |
| 11    | Shinya Nakano       | Yamaha    | 4    | 1.38,891 |
| 12    | Chris Walker        | Honda     | 16   | 1.40,869 |
| 13    | José Luis Cardoso   | Yamaha    | 15   | 1.40,509 |
| 14    | Barry Veneman       | Honda     | 21   | 1.43,682 |
| 15    | Jarno Janssen       | Honda     | 22   | 1.43,872 |
| 16    | Jay Vincent         | Pulse     | 17   | 1.41,475 |
| 17    | Mark Willis         | Pulse     | 20   | 1.43,625 |
| 18    | Tohru Ukawa         | Honda     | 12   | 1.39,973 |
| 19    | Noriyuki Haga       | Yamaha    | 6    | 1.39,115 |
| 20    | Johan Stigefelt     | Yamaha    | 18   | 1.42,463 |
| 21    | Garry McCoy         | Yamaha    | 10   | 1.39,366 |
| 22    | Leon Haslam         | Honda     | 19   | 1.43,006 |